# Coracina graueri
El oruguero de Grauer (Coracina graueri) es una especie de ave en la familia Campephagidae. Se encuentra amenazado por pérdida de hábitat.
Su nombre conmemora al zoólogo alemán  Rudolf Grauer quien recolectó especímenes de historia natural en el Congo Belga.

## Distribución y hábitat
Se lo encuentra en la República Democrática del Congo y Uganda. Su hábitat natural son los bosques húmedos subtropicales o tropicales.